# S. E. Hinton
Susan Eloise Hinton (Tulsa, Oklahoma, 22 de Julho de 1948) é uma escritora norte-americana.
Com apenas 17 anos escreveu o primeiro romance, "Outsiders" (Brasil: Vidas sem rumo / Portugal: Os marginais) que foi imediatamente traduzido para vários idiomas; o livro deu origem a um filme de longa metragem, dirigido por Francis Ford Coppola.

## Obras
Para Adultos
- Hawkes Harbor (não traduzido, 2004)

Para Jovens
- Vidas Sem Rumo (Brasiliense, 1985) / Os Marginais (Terramar) (The Outsiders, 1967)
- Passou, Já Era (Brasiliense, 1990) / Tempos de Juventude (Terramar) (That Was Then, This Is Now, 1971)
- O Selvagem da Motocicleta (Brasiliense, 1988) (Rumble Fish, 1975)
- Tex, (não traduzido, 1979)
- Taming The Star Runner (não traduzido, 1988)

Para Crianças
- Big David, Little David (não traduzido, 1995)
- The Puppy Sister (não traduzido, 1995)

## Filmes baseados nos seus Romances
- Vidas Sem Rumo (Brasil) / Os Marginais (Portugal)

Título Original: The Outsiders (1983)

Roteiro: Kathleen Knutsen Rowell

Direção: Francis Ford Coppola

Elenco: Matt Dillon, C. Thomas Howell, Tom Cruise, Rob Lowe, Ralph Macchio, Patrick Swayze, Diane Lane, Emilio Estevez, Leif Garrett, Tom Waits, Darren Dalton, Gailard Sartain

Duração: 92 min

Distribuidora: Warner

País: EUA

Formato: VHS - COR
- A Força da Inocência

Título Original: That Was Then... This Is Now (1985)

Roteiro: Emilio Estevez

Direção: Christopher Cain

ELenco: Emilio Estevez, Craig Sheffer, Matthew Dudley, Jill Schoelen, Larry B. Scott, Kim Delaney, Ramon Estevez, Diane Dorsey, Morgan Freeman, Steven Pringle, David Miller (cineasta)

Duração: 102 min

Distribuidora: Look Filmes

País: EUA

Formato: VHS - COR
- O Selvagem da Motocicleta (Brasil) / Juventude Inquieta (Portugal)

Título Original: Rumble Fish (1983)

Roteiro: Francis Ford Coppola

Direção: Francis Ford Coppola e Susan Eloise Hinton

Elenco: Matt Dillon, Mickey Rourke, Diane Lane, Dennis Hopper, Diana Scarwid, Vinvent Spano, Nicolas Cage, Lawrence Fishburne, Tom Waits, Christopher Penn, Sofia Coppola

Duração: 94 min

Distribuidora: Tocantins / Universal

País: EUA

Formato: VHS - DVD - PB - COR
- Tex - Um Retrato da Juventude

Título Original: Tex (1982)

Roteiro: Charles S. Haas e Tim Hunter

Direção: Tim Hunter

Elenco: Matt Dillon, Jim Metzler, Meg Tilly, Bill McKinney, Frances Lee McCain, Ben Johnson, Emilio Estevez, Jack Thibeau

Duração: 103 min

Distribuidora: Abril Video

País: EUA

Formato: VHS - COR